# Кернарвон Тауншип (округ Ланкастер, Пенсільванія)
Кернарвон Тауншип (англ. Caernarvon Township) — селище (англ. township) в США, в окрузі Ланкастер штату Пенсільванія. Населення — 4609 осіб (2020).

## Демографія
Згідно з переписом 2010 року, у селищі мешкало 4748 осіб у 1466 домогосподарствах у складі 1179 родин. Було 1532 помешкання
Расовий склад населення:
| - 98,1 % — білих - 0,6 % — чорних або афроамериканців - 0,4 % — азіатів - 0,1 % — корінних американців |

До двох чи більше рас належало 0,5 %. Частка іспаномовних становила 1,2 % від усіх жителів.
За віковим діапазоном населення розподілялося таким чином: 28,9 % — особи молодші 18 років, 54,0 % — особи у віці 18—64 років, 17,1 % — особи у віці 65 років та старші. Медіана віку мешканця становила 37,7 року. На 100 осіб жіночої статі у селищі припадало 96,2 чоловіків;  на 100 жінок у віці від 18 років та старших — 92,4 чоловіків також старших 18 років.
Середній дохід на одне домашнє господарство  становив 84 502 долари США (медіана — 65 189), а середній дохід на одну сім'ю — 91 957 доларів (медіана — 73 274). Медіана доходів становила 47 882 долари для чоловіків та 30 990 доларів для жінок. За межею бідності перебувало 8,2 % осіб, у тому числі 13,2 % дітей у віці до 18 років та 11,9 % осіб у віці 65 років та старших.
Цивільне працевлаштоване населення становило 2136 осіб. Основні галузі зайнятості: виробництво — 18,7 %, роздрібна торгівля — 17,0 %, будівництво — 16,7 %.